# Meczet Solidarności Islamskiej
Meczet Solidarności Islamskiej (som. Masjidka Isbaheysiga) – największy meczet Mogadiszu i jeden z największych w Afryce Wschodniej. Może pomieścić do 10 tys. osób.

## Historia
Meczet został wzniesiony w 1987 dzięki wsparciu finansowemu króla saudyjskiego Fahd as-Sauda. Został zamknięty w 1991 w wyniku wybuchu wojny domowej w Somalii. Ponownie otwarty w 2006 po dojściu do władzy Unii Trybunałów Islamskich, która miała w planach rekonstrukcję zniszczeń spowodowanych działaniami wojennymi.